# Parque regional Montaña de Riaño y Mampodre
El parque regional Montaña de Riaño y Mampodre (designado hasta octubre de 2019 como Parque regional de Picos de Europa) es un espacio natural protegido localizado en el extremo noreste de la provincia de León, comunidad autónoma de Castilla y León, España.
Coincide en su parte más septentrional con el parque nacional de los Picos de Europa, que alberga el macizo montañoso de los Picos de Europa.

## Localización
Está situada en el noreste de la provincia de León. Se puede acceder desde Boñar por la comarcal LE-331 dirección puerto de San Isidro o por la nacional N-625 dirección Cistierna y N-621 dirección Riaño.

## Paisaje
La Montaña de Riaño, junto con los Picos de Europa, forman la mayor formación caliza de Europa Occidental con importantes procesos cársticos, simas que llegan a más de 1000 m y erosión glaciar muy patente. Territorio abrupto y de fuertes pendientes, en sus arroyos y bosques, en sus prados y riscos, se refugian y perviven seres olvidados ya en muchos lugares y patrones culturales únicos. Vida en presente, parte de nuestro pasado y un referente para el futuro. Pero aquí hay mucho más que paisaje, hay siglos de historia escritos en los pueblos, en los valles, en las iglesias, en las cabañas de los puertos y en sus caminos pero también en sus gentes, unos pobladores que, a lo largo de siglos, han compatibilizado su vida con la conservación de la naturaleza. Unos pobladores sin los que estas tierras no serían como son hoy en día. Entre las cumbres destaca la mayor de la comunidad autónoma, Torre Cerredo con 2650 metros de altitud. Existen refugios para montañeros distribuidos por el Parque, como los de Vegabaño y Collado Jermoso.

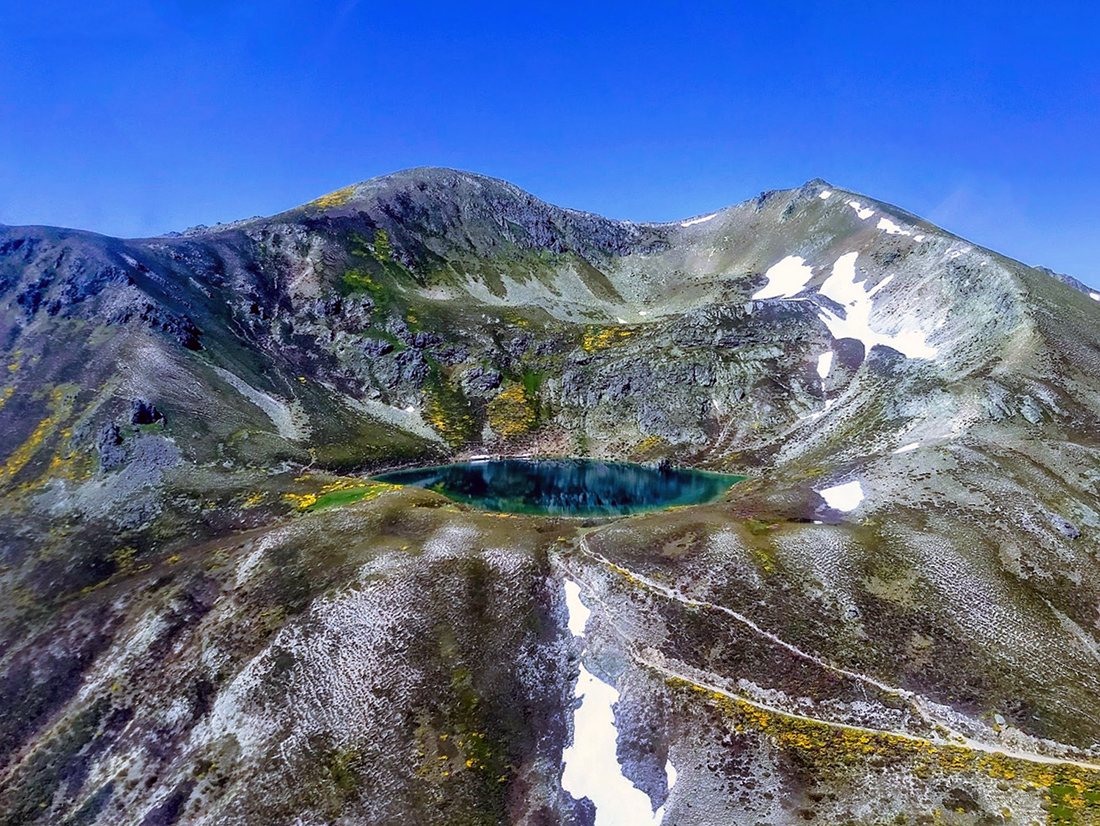
Foto aérea del Lago Ausente ZHC del Parque

## Flora
Los hayedos son el bosque principal del Parque Regional. Salpicando a estos, entremezclándose con ellos, crecen los acebos, que ocupan los valles reverdecidos; los tejos, que crecen en los barrancos umbríos y los robles, que ascienden por las laderas de sus montañas descarnadas. El abedul está representado por bosques que forman el límite natural de los hayedos silíceos de la zona. En el Parque Regional se encuentran representadas todas las especies del bosque atlántico.

## Fauna
Entre sus cumbres habita el rebeco (Rupicapra pyrenaica parva), en los bosques el corzo y el lobo, con presencia ocasional de oso pardo cantábrico. En el Parque habitan más de 100 especies de aves, entre las que destacan el urogallo, el picamaderos negro, el buitre leonado, el águila real, el alimoche y el ocasional pero cada vez más frecuente quebrantahuesos.

## Valores que justifican su declaración
- Zona de Especial protección para las aves (desde 2000).
- Lugar de Interés Comunitario (desde 2004).
- Plan de Recuperación del Oso Pardo.
- Zona de Especial Protección para el urogallo cantábrico.
- Zonas Naturales de Interés Especial (Ley 8/91 CyL).
- Zona Húmeda Catalogada.
- Catálogo de Especímenes Vegetales de singular Relevancia.